# 江良主水正
江良 主水正（えら もんどのかみ）は、戦国時代の武将。大内氏重臣である陶晴賢の家臣。
同時代史料からは主水正の諱は不明であるが、文化元年（1804年）に備後福山藩の庄屋である馬屋原重帯によって草稿本が成立した『西備名区』には「江良主水正隆綱」と記されている。

## 生涯
陶氏の重臣である江良氏に生まれ、「江良家譜」によると父は江良彦三郎とされる。
弘治元年（1555年）から始まる毛利氏による防長経略に際して、周防国都濃郡須々万の須々万沼城に江良賢宣、山崎興盛・隆次父子、宮川伊豆守、勝屋興久、伊香賀左衛門大夫、狩野治部少輔らと共に籠城し、毛利軍と戦った。
弘治2年（1556年）4月1日から4月4日までの間に、小早川隆景率いる毛利軍が須々万沼城を攻撃し、その戦いの中で主水正は、大内氏から毛利氏に服属して小早川隆景の軍に属していた陶鶴千代丸（後の宇野元弘）によって討ち取られた。なお、この時の戦いで陶鶴千代丸の家臣である弘中某と山崎某らも戦死している。
「江良家譜」によると、主水正の長男・彦兵衛と次男・長右衛門尉は弟2人を連れて肥後国に落ち延び、後に子孫は商人となったとされる。
山口県周南市須々万奥肝要の通玄庵に山崎伊豆守（興盛）の墓と共に、墓樹として桑が植えられた江良弾正忠（賢宣）の墓が存在したとされるが、江良賢宣は毛利氏に降伏していることから、須々万沼城の戦いで戦死した江良主水正の墓が江良賢宣の墓と誤伝されたとする説がある。